# 王の男
『王の男』（おうのおとこ、原題：왕의 남자）は、2005年12月29日公開の韓国映画。
劇作家・演出家で韓国芸術総合学校教授のキム・テウンが2000年に発表した戯曲『爾』を原作とする。チェ・ソックァンが脚本を、イ・ジュニクが演出および製作を担当（製作はチョン・ジナンと共に）。カム・ウソンとイ・ジュンギが主役の広大（旅回りの芸人）役、チョン・ジニョンが燕山君役、カン・ソンヨンがチャン・ノクス役を演じた。
製作費は広報の費用も含めて67億ウォンと低予算であったが、公開後46日後の2006年2月11日付で観客動員1,000万人を突破。国内上映が終了した同年4月18日時点で累計1,230万1,289人を動員するヒット作となった。この記録は同年9月に『グエムル-漢江の怪物-』に抜かれるまで、韓国における観客動員数の最高記録であった。また同年度の大鐘賞最優秀作品賞を始め、その年の映画賞を複数受賞している。
燕山君治世下の李氏朝鮮。漢城にやってきた二人の広大が燕山君に仕えることとなり、宮廷の陰謀や策略に巻き込まれる様子が描かれている。

## あらすじ

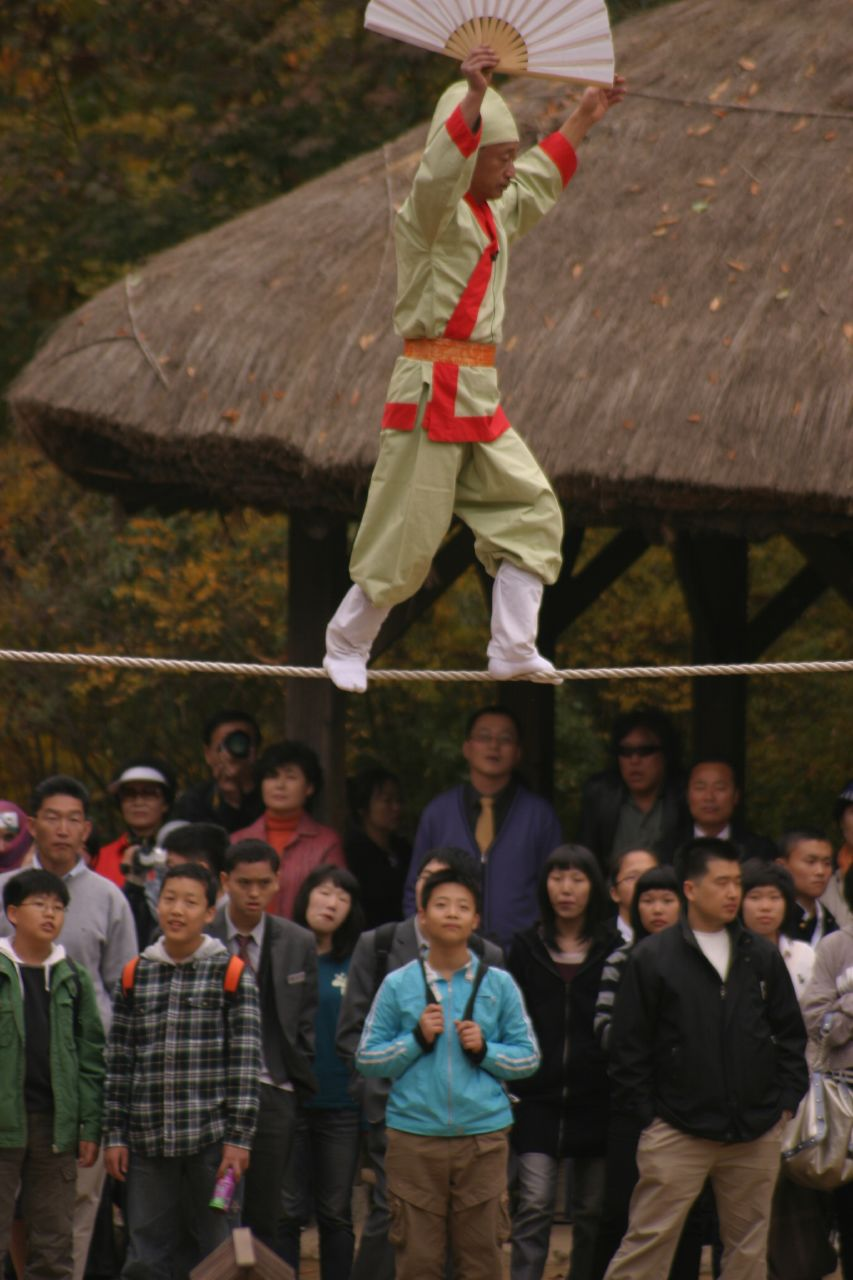
チュルタギ（綱渡り芸）。チャンセンが得意とする。

16世紀はじめ、燕山君治世下の李氏朝鮮。広大のチャンセンは仲間のコンギルが夜は男娼として売られていることにガマンができずに親方を刺してふたりで逃亡、共に漢城にやってきた。ふたりはそこで、燕山君と愛妾チャン・ノクスを風刺する芸を披露して有名人となるが、国王を風刺した咎でふたりは義禁府に捕らえられてしまった。「王を笑わせたら罪を許す」という約束をとりつけたチャンセンはあの手この手で芸をするが燕山君は無反応。しかしその時コンギルが機転を利かせて芸をし、燕山君を笑わせた事でふたりは罪を許された。
燕山君に仕えることとなったチャンセンとコンギルは宮中でさまざまな芸を披露するが、その度に粛清の嵐が起きた。ある時は重臣が、ある時は先王の後宮が罰を受けたり斬り殺されたりしていった。二人はこれを最後に王宮を出るつもりで、燕山君の内侍・チョソンから指示された中国の京劇風の衣装で王が女にそそのかされて妻に死ぬように毒を渡すという筋書きの劇を演ずると、燕山君はそれを自分の父と母のことだと激高・混乱して劇と現実の区別が付かなくなり、宮女や祖母に母は毒殺されたと難詰し、燕山君の母は病死だったと説明(史実では廃妃尹氏は劇のとおり賜薬による死とされている)されても耳を貸さず、祖母がショック死する。その事でふたりは重臣たちから疎まれていき、重臣たちは彼らを宮中から追い出そうと策略を巡らせる。
喪中で白い服を着ている燕山君と重臣たちの朝議で燕山君はコンギルに官職を与え、その祝宴をやるように指示するが、喪中なので祝宴は出来ないが狩りならできると重臣が提案して狩りをやることになる。狩りといっても芸人が動物に扮し、鏃は丸めた布という模擬矢による遊びだが、コンギルは本物の矢で狙われユッカプが庇って死ぬ。一方、燕山君の関心がふたりに向いている事で嫉妬心を燃やすチャン・ノクスも陰謀を企み、コンギルの筆跡にそっくり真似た燕山君批判の抗議文を市中に貼り付ける。コンギルがそれについて問われるとチャンセンが自分がコンギルに字を教えたのでそれは自分の字だと庇い、チャンセンは王宮から追放されるが、王宮に侵入して燕山君の目の前で綱渡りをしながら燕山君批判をして目潰し刑を受ける。コンギルは燕山君の私室で手首を切るが一命は助かる。その裏で君側の奸ではなく燕山君そのものを打倒しようとする動きがはじまっていた。
チャンセンとコンギルは燕山君の前に連れ出されて、綱渡りをやるように強要される。綱の上で再会した二人は、芸人はつらかったがまた生まれ変わっても芸人をやりたいと言い合う。そこにクーデター勢力が雪崩れ込んでくる。呆然とする燕山君と、内待から逃げるように言われても覚悟してそこに座り続け殺されるチャン・ノクス。スタッフロールでは野山をチャンセン、コンギルやユッカプたちが楽しそうに遊芸している姿が映し出される。

## 登場人物
| 役名               | 俳優             | 日本語吹替 | 作品中の設定等 |
| ------------------ | ---------------- | ---------- | --- |
| チャンセン         | カム・ウソン     | 森川智之   | 広大。綱渡りの名人で度胸と巧みな話術を持って漢城で成功していく。仲間であるコンギルの事を見守っている。                   |
| コンギル           | イ・ジュンギ     | 石田彰     | 広大で女形を担当。美貌と演技力で燕山君の心を捉えていく。                                                                 |
| 燕山君             | チョン・ジニョン | 堀内賢雄   | 李氏朝鮮第10代国王。作品中では気性が荒いながら心の奥底に孤独や悲しみを抱えた人物として登場する。コンギルに惹かれていく。 |
| チャン・ノクス     | カン・ソンヨン   | 魏涼子     | 燕山君の愛妾。王の関心を奪ったチャンセンとコンギルを疎み、彼らを宮中から排しようと画策する。                             |
| チョソン           | チャン・ハンソン | 藤本譲     | 燕山君に仕える老内侍。                                                                                                   |
| ユッカプ           | ユ・ヘジン       | 小野健一   | チャンセンとコンギルが漢城で出会った広大。後彼らの仲間となる。                                                           |
| チルトゥク         | チョン・ソギョン | 鈴木貴征   | 広大でユッカプの仲間。                                                                                                   |
| パルポク           | イ・スンフン     |            | 広大でユッカプの仲間。                                                                                                   |
| ソン・ヒアン       | ユン・ジュサン   |            | 朝廷に仕える文臣。後に中宗反正に参加し燕山君を王位から引きずり下ろした。                                                 |
| ソン・ジュン       | チェ・イルファ   |            | 朝廷に仕える文臣。甲子士禍に巻き込まれて死去した。                                                                       |
| イ・グッキュン     | シン・ジョングン |            | 朝廷に仕える文臣。ソン・ジュン同様甲子士禍の犠牲となった。                                                               |
| パク・ウォンジョン | パク・スイル     |            | 朝廷に仕える武臣。 中宗反正の首謀者。                                                                                    |
| ホン内官           | ウ・ヒョン       |            | 朝廷に仕える内侍。 |
| 仁粋大妃           | ユン・ソジョン   |            | 燕山君の祖母。燕山君の憎悪の対象のひとり。                                                                               |

## 反応

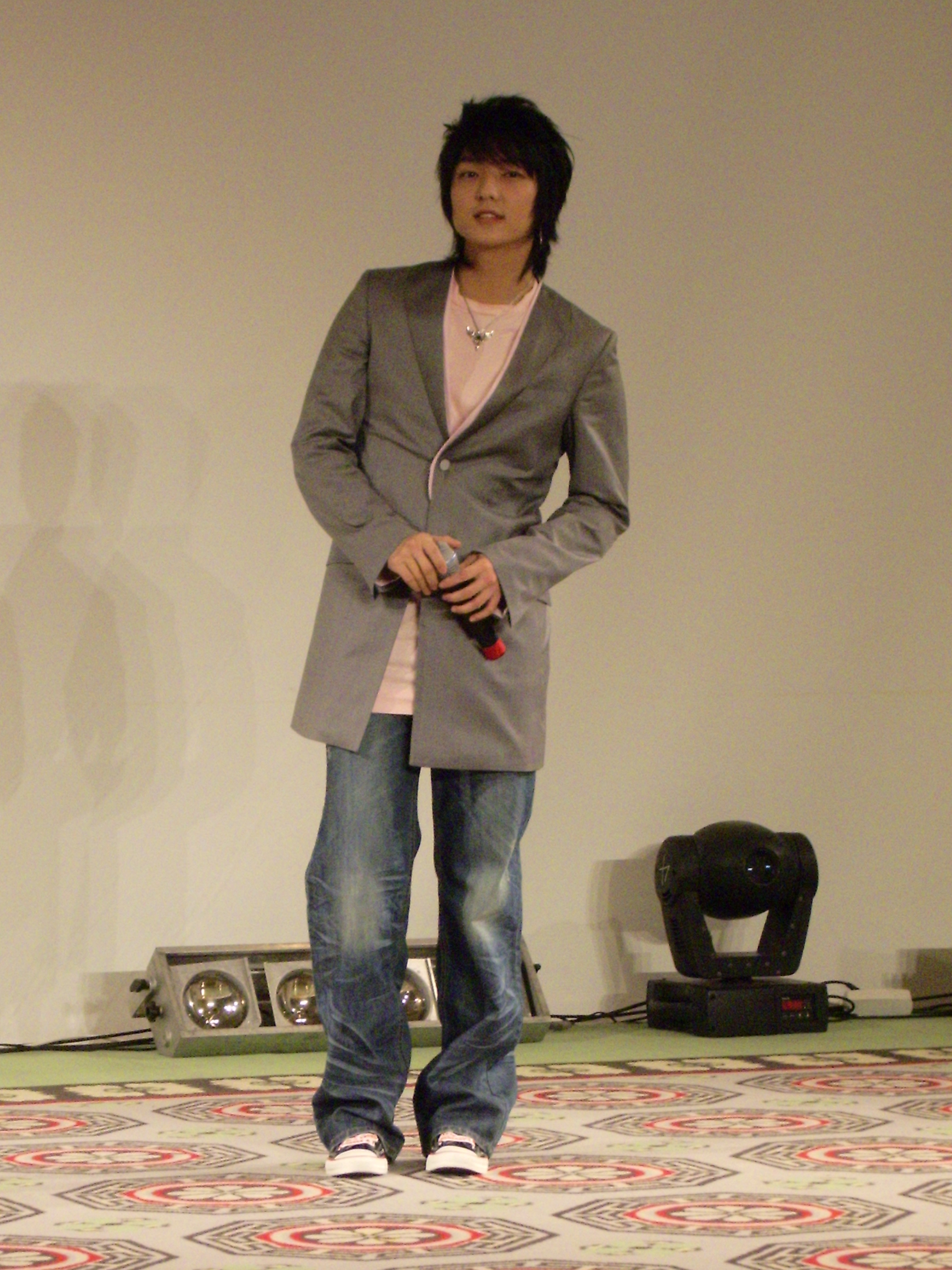
同作品のファンミーティングに参加したイ・ジュンギ（2007年、済州島）

韓国国内では4か月間の上映期間（最終日が2006年4月18日）の間に1,230万人（ソウル特別市内では約366万人）の観客動員を記録し、歴代の観客動員記録の第1位となった。また12か月間の上映期間で726億ウォンの総収入を挙げた。上映された全ての国における総収入は7,440万ドルである。低予算で製作された（製作費用約44億ウォンであり、そして2月11日付で観客動員数1,000万人を突破した）この作品は、作品そのものの出来の良さと俳優陣の演技の素晴らしさのゆえに好意的な批評を得、また作品に対する肯定的な口コミが広まった。そして伝統芸能と同性愛をテーマにした作品であることを考慮すると異例の商業的成功を収めた。またこの作品は、同じく観客動員数1,000万人超えを記録した『ブラザーフッド』や『シルミド』のような作品と比較されたが、それらの作品とは違い多額の製作費用はかけられておらず、また人々の耳目を集めるような俳優・監督も参加していなかった。
この作品は韓国映画振興委員会によって、『グエムル-漢江の怪物-』と『絶対の愛』を抑えて第79回アカデミー外国語映画賞候補作品として選ばれ出品されたが、最終候補5作品には入らなかった。また無名であったイ・ジュンギは、この作品をきっかけにアジア圏内でスターとなった。

## 受賞歴
本節の記述は、個別に注釈がない場合はに基づく: 

## 韓国国外での上映
- 台湾: 2006年5月7日
- シンガポール: 2006年6月22日
- カナダ: 2006年9月7日（トロント国際映画祭での上映）
- 日本: 2006年10月21日（東京国際映画祭での上映[16]）/ 2006年12月9日（劇場公開[4]）
- 中国: 2006年10月28日（上海市内での上映）
- イギリス: 2006年10月29日（ロンドン映画祭での上映）
- 南アフリカ共和国: 2006年11月14日（ケープタウン映画祭での上映）
- ニュージーランド: 2006年12月1日（ニュージーランド国際映画祭での上映）
- アメリカ合衆国: 2007年1月3日（ロサンゼルス市内での上映）
- イタリア: 2007年3月30日（フィレンツェ映画祭での上映）
- フランス: 2007年4月1日（2007年度ドーヴィル・アジア映画祭（フランス語版））/ 2008年1月23日（劇場公開）

## 関連作品

### DVD
2007年4月に角川エンターテインメントよりスタンダード・エディションとコレクターズ・エディションの2種類が発売された。

### 書籍
2006年11月、角川文庫よりノベライゼーションが刊行された。